# Srstnatá zvěř

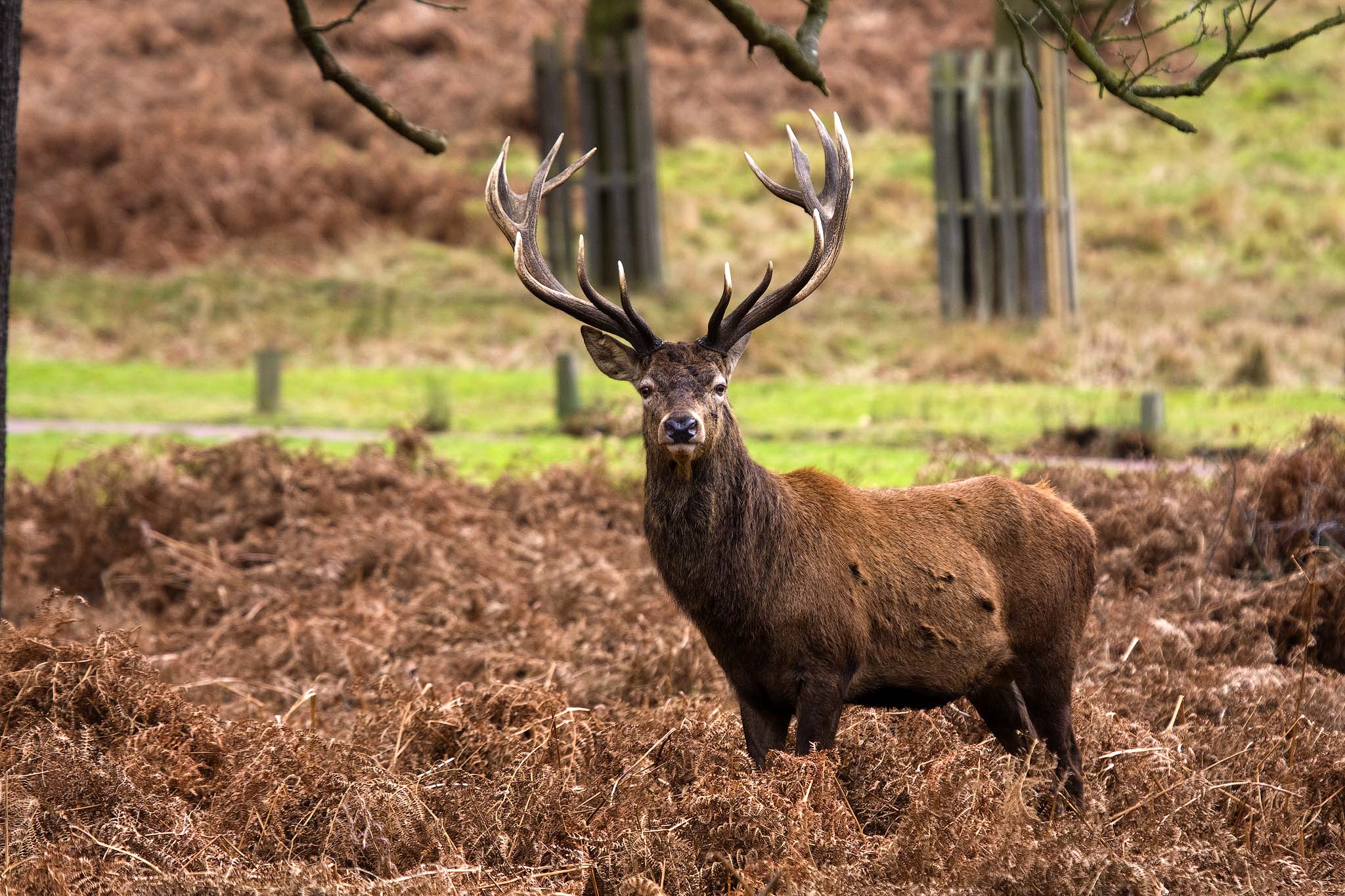
Jelen lesní

Jako srstnatá zvěř se označují savci, kteří jsou zahrnuti podle zákona mezi zvěř, na kterou se vztahuje Zákon o myslivosti.
V jiných zemích mohou být lovnou zvěří jiné druhy.

## Rozdělení srstnaté zvěře
- užitečná (hlavním produktem je zvěřina a trofej) 
  - spárkatá
    - přežvýkaví
      - jelenovití (jelen, daněk skvrnitý, jelen sika, jelenec běloocasý, los evropský, srnec obecný)
      - turovití (muflon, kamzík horský, koza bezoárová)

    - nepřežvýkaví
      - prasatovití (prase divoké)

  - zajícovci (zajíc, králík)
- kožešinová (hlavním produktem je kožešina)
  - dravá (šelmy medvědovité, psovité, kočkovité, lasicovité)
  - hlodavci (bobr, veverka, svišť, ondatra)

## Výčet srstnaté zvěře
Abecední výčet srstnaté zvěře, která trvale žije nebo se sezónně vyskytuje na území České republiky:
daněk evropský, jelen lesní, jelenec běloocasý, jezevec lesní, ježek východní, ježek západní, kamzík horský, kočka divoká, koza bezoárová, kozorožec horský, králík divoký, křeček polní, kuna lesní, kuna skalní, lasice hranostaj, lasice kolčava, liška obecná, los evropský, medvěd brtník, muflon, psík mývalovitý, ondatra pižmová, prase divoké, rys ostrovid, sika východní, srnec obecný, svišť horský, sysel obecný, tchoř světlý, tchoř tmavý, veverka obecná, vlk, vydra říční, zajíc polní.

## Srstnatá zvěř v ČR podle nového zákona 449/2001 Sb. O myslivosti
- Zvěř, kterou nelze lovit: bobr evropský, kočka divoká, los evropský, medvěd hnědý, rys ostrovid, tchoř stepní[p 1], vlk obecný, vydra říční.

1. ↑  Je zařazen mezi lovnou zvěř, avšak jedná se o přísně chráněný druh, který nelze lovit, nemá stanovenu dobu lovu.  Archivováno 26. 3. 2014 na Wayback Machine.

- Zvěř, kterou za určitých podmínek lze lovit: daněk skvrnitý, jelen lesní, jelenec běloocasý, jezevec lesní, kamzík horský, koza bezoárová, králík divoký, kuna lesní, kuna skalní, liška obecná, muflon, ondatra pižmová, prase divoké, sika Dybowského, sika japonský, srnec obecný, tchoř tmavý, zajíc polní.